# Tabai (vattendrag i Indonesien)
Tabai är ett vattendrag i Indonesien. Det ligger i den östra delen av landet, 3 200 km öster om huvudstaden Jakarta.